# Ілово (Семполенський повіт)
Ілово (пол. Iłowo) — село в Польщі, у гміні Семпульно-Краєнське Семполенського повіту Куявсько-Поморського воєводства.
Населення — 300 осіб (2011).
У 1975-1998 роках село належало до Бидгощського воєводства.

## Демографія
Демографічна структура станом на 31 березня 2011 року:
|          | Загалом | Допрацездатний вік | Працездатний вік | Постпрацездатний вік |
| -------- | ------- | ------------------ | ---------------- | -------------------- |
| Чоловіки | 152     | 36                 | 96               | 20                   |
| Жінки    | 148     | 39                 | 80               | 29                   |
| Разом    | 300     | 75                 | 176              | 49                   |